# 赵文渊
赵文渊，《周書》《北史》为唐高祖李淵避諱作赵文深，字德本，南阳郡宛县（今河南省南阳市）人，北周官员、书法家。
赵文渊是北魏尚药典御赵遐之子。他自幼学习楷书和隶书，十一岁时就向皇帝献上自己的书法作品。西魏建立后，他被任命为大丞相府法曹参军。赵文渊的书法效仿钟繇和王羲之，笔势颇具可观之处。当时西魏的石碑和告示，全都是由赵文渊和冀儁书写的。西魏文帝大统十年（544年，《北史》作大統十二年：546年），他被封为白石县男。受宇文泰之命，他与黎景熙、沈遐等人一同校定《说文解字》和《字林》的六字体版本并予以刊行。
西魏恭帝元年（554年），于谨等人攻克江陵，将王褒俘获至关中后，西魏的贵族们纷纷开始学习王褒的书法，赵文渊的书法不再被重视。赵文渊对此心怀不满，且在言行举止中多有流露。后来他也试图模仿王褒的书法，却未能成功，还被批评。不过在石碑和告示的书写方面，他仍无人能及，王褒也十分推崇他。当时宫殿楼阁的匾额均出自赵文渊之手。他被任命为县伯下大夫，加授仪同三司之位。受周明帝之命前往江陵，书写了景福寺碑。后梁皇帝萧詧赏识他书法的美妙，给予了他优厚的待遇。天和元年（566年），皇帝处理政务的场所露寝落成，赵文渊为其书写匾额，凭借这一功绩被增加封邑二百户，并被任命为赵兴郡太守。赵文渊即便在地方任职时，仍有书写匾额和告示的工作委派给他。后来因病去世。